# Charles Jaffé
Charles Jaffé (o también Charles Jaffe) (Dubrovna (Rusia), 25 de abril de 1879– Brooklyn 12 de junio de 1941) fue un notable jugador ruso de ajedrez.

## Biografía
En 1896, a los diecisiete años de edad, se mudó a Estados Unidos, donde trabajó en la industria de la seda en Nueva York, Nueva Jersey y Pensilvania. Se dedicó a la práctica profesional del ajedrez desde 1910, cuando tenía 31 años. Consiguió el tercer premio —compartido con Oscar Chajes— en el campeonato estadounidense de 1911, detrás de Frank Marshall y José Raúl Capablanca. Allí mismo ganó el premio a la brillantez y el título de maestro. Compartió el último puesto en Carlsbad 1911. Obtuvo el tercer lugar en el torneo de Nueva York 1913, tras derrotar al genial ajedrecista cubano Capablanca, a David Janowsky y a Oscar Chajes; y empatar contra Frank Marshall. 
En el torneo de La Habana 1913 se produjo un confuso episodio en el que Capablanca denunció una supuesta maniobra fraudulenta para beneficiar a Marshall, en la que Jaffé habría estado involucrado. El cubano afirmó a la prensa que no volvería a jugar en aquellas competencias en las que Jaffé participara.
En 1915 compartió el primer lugar en el campeonato del estado de Nueva York.
Su carrera cuenta además con victorias sobre Jacques Mieses, Emanuel Lasker y otros grandes ajedrecistas de su tiempo.
Charles Jaffé era experto en aperturas, tema en el que hizo substanciales contribuciones teóricas.

## Curiosidades
- Existe una fuerte incertidumbre sobre su fecha de nacimiento. Diversas fuentes citan 1876, 1878, 1879, 1881, 1883 y 1887.